# Hail to England
 (mai 2017).
Si vous disposez d'ouvrages ou d'articles de référence ou si vous connaissez des sites web de qualité traitant du thème abordé ici, merci de compléter l'article en donnant les références utiles à sa vérifiabilité et en les liant à la section « Notes et références ».
Albums de Manowar
Into Glory Ride Sign of the Hammer
Hail to England  est le troisième album du groupe de heavy metal Manowar, sorti en juillet 1984.
Hail to England devait être au départ un simple EP, mais les quatre membres du groupe furent tellement satisfaits du résultat qu'ils ont décidé d'en faire un album. C'est à ce jour l'album le plus court qu'ait sorti le groupe dans sa carrière (un peu plus de 30 minutes pour 7 chansons).
Ce qui le différencie de son prédécesseur Into Glory Ride est son son beaucoup plus brut et métallique, cela dû au son très claquant de la basse de Joey DeMaio, il n'en reste pas moins épique, mais plus « rentre-dedans ».

## Chansons
1. Blood of My Enemies  – 4:15
2. Each Dawn I Die  – 4:20
3. Kill With Power  – 3:57
4. Hail to England  – 4:24
5. Army of the Immortals  – 4:24
6. Black Arrows  – 3:06
7. Bridge of Death  – 8:58

Toutes les chansons ont été écrites par Joey DeMaio, exceptées Each Dawn I Die et Army of the Immortals qui ont été coécrites avec Ross the Boss.

## Formation
- Eric Adams - Chant
- Ross the Boss - Guitare, synthétiseurs
- Joey DeMaio - Basse (4 et 8 cordes), Basse Piccolo et Pédales Basse
- Scott Columbus - Batterie